# 가이코
가이코(영어: Government Employees Insurance Company, GEICO)은 미국 메릴랜드주에 본사를 두고 있는 자동차 전문 보험 회사이다.